# Dylatancja
Dylatancja – niesprężysty wzrost objętości w warunkach działania przyłożonych naprężeń różnicowych. Jest zjawiskiem poprzedzającym kruche zniszczenie ośrodka skalnego, może zwiastować zbliżające się trzęsienie ziemi lub wstrząs górniczy.
Pojawiając się przy naprężeniach bliskich granicy wytrzymałości, dylatancja stanowi także o wielu innych obserwowanych w laboratorium i in situ efektach ostrzegawczych poprzedzających zniszczenie. Należą do nich m.in. spadek ciśnienia porowego (i towarzyszący mu efekt wzmocnienia dylatancyjnego), anomalne zmiany aktywności sejsmoakustycznej i sejsmicznej, zmiany prędkości przebiegu fal sprężystych, zmiany siły ciężkości, zmiany pola magnetycznego i elektrycznego, obniżenie poziomu wód gruntowych, wzmożona emisja radonu i innych gazów. 